# Neuskikkers
Neuskikkers (Rhinoderma) zijn een geslacht van kikkers uit de familie Rhinodermatidae. De groep werd voor het eerst wetenschappelijk beschreven door André Marie Constant Duméril en Gabriel Bibron in 1841. Later werd de wetenschappelijke naam Heminectes  gebruikt.
De groep behoorde lange tijd tot de Cycloramphidae. De verschillende soorten worden ook wel Darwinkikkers genoemd naar de beroemde ontdekker en naamgever Charles Darwin. Alle soorten uit dit geslacht hebben de bijzondere eigenschap dat de mannetjes de eitjes meedragen in de bek tot ze zijn ontwikkeld. De kikkers worden hierdoor ook wel bekbroeders genoemd.
Neuskikkers komen alleen voor in zuidwestelijk Zuid-Amerika, in Chili en Argentinië, en staan op de rand van uitsterven. Andere soorten zijn al uitgestorven of worden niet algemeen geaccepteerd. De naam Rhinoderma betekent neus van huid en verwijst naar het punt-achtige uitsteeksel op de neus; deze dient ter camouflage omdat de punt iets weg heeft van de steel van een blad.

## Taxonomie
- Geslacht Rhinoderma
  - Soort Rhinoderma darwinii Duméril & Bibron, 1841 – Darwins bekbroeder
  - Soort Rhinoderma rufum† (Philippi, 1902)

Insuetophrynus · 
Rhinoderma